# Plectranthias garrupellus
Plectranthias garrupellus är en fiskart som beskrevs av Robins och Starck, 1961. Plectranthias garrupellus ingår i släktet Plectranthias och familjen havsabborrfiskar. Inga underarter finns listade i Catalogue of Life.